# بانک پس‌انداز مشترک
بانک پس‌انداز مشترک، یک نهاد مالی بدون سهام سرمایه‌ای است که متعلق به اعضای آن که در یک صندوق مشترک عضو می‌شوند، می‌باشد و از دولت مرکزی یا منطقه‌ای امتیاز می‌گیرد. از این صندوق مطالبات، وام‌ها و غیره پرداخت می‌شود. سود و عواید، پس از کسورات، بین اعضا به اشتراک گذاشته می‌شود. این نهاد به هدف فراهم ساختن محلی امن برای تک تک اعضا جهت پس‌انداز کردن و سرمایه‌گذاری آن پس‌اندازها در وام‌های مسکن، وام‌ها، سهام، اوراق قرضه و دیگر اوراق بهادار و سهیم شدن در هرگونه سود یا زیان حاصل از آن، می‌باشد. اعضا مالک کسب و کار هستند.

## تاریخچه
نهادی که اغلب به عنوان اولین بانک پس‌انداز مدرن شناخته می‌شد، «جامعه پس‌انداز و دوستانه» بود که توسط Reverend Henry Duncan در سال ۱۸۱۰ در Ruthwell اسکاتلند تشکیل شد. Rev. Duncan این بانک کوچک را به منظور تشویق جماعت طبقه کارگر به پرورش صرفه جویی تأسیس کرد. ایده‌های Friedrich Wilhelm Raiffeisen که منجر به (تشکیل) اتحادیه‌های اعتباری روستایی و بانک‌های تعاونی شد، پیشگامی دیگر در بانک‌های پس‌انداز مدرن بود. سازمان‌های داوطلبانه اروپایی و «جوامع دوستانه» این میل را در دولتشان به وجود آوردند که به شریکان آمریکایی بپیوندند.

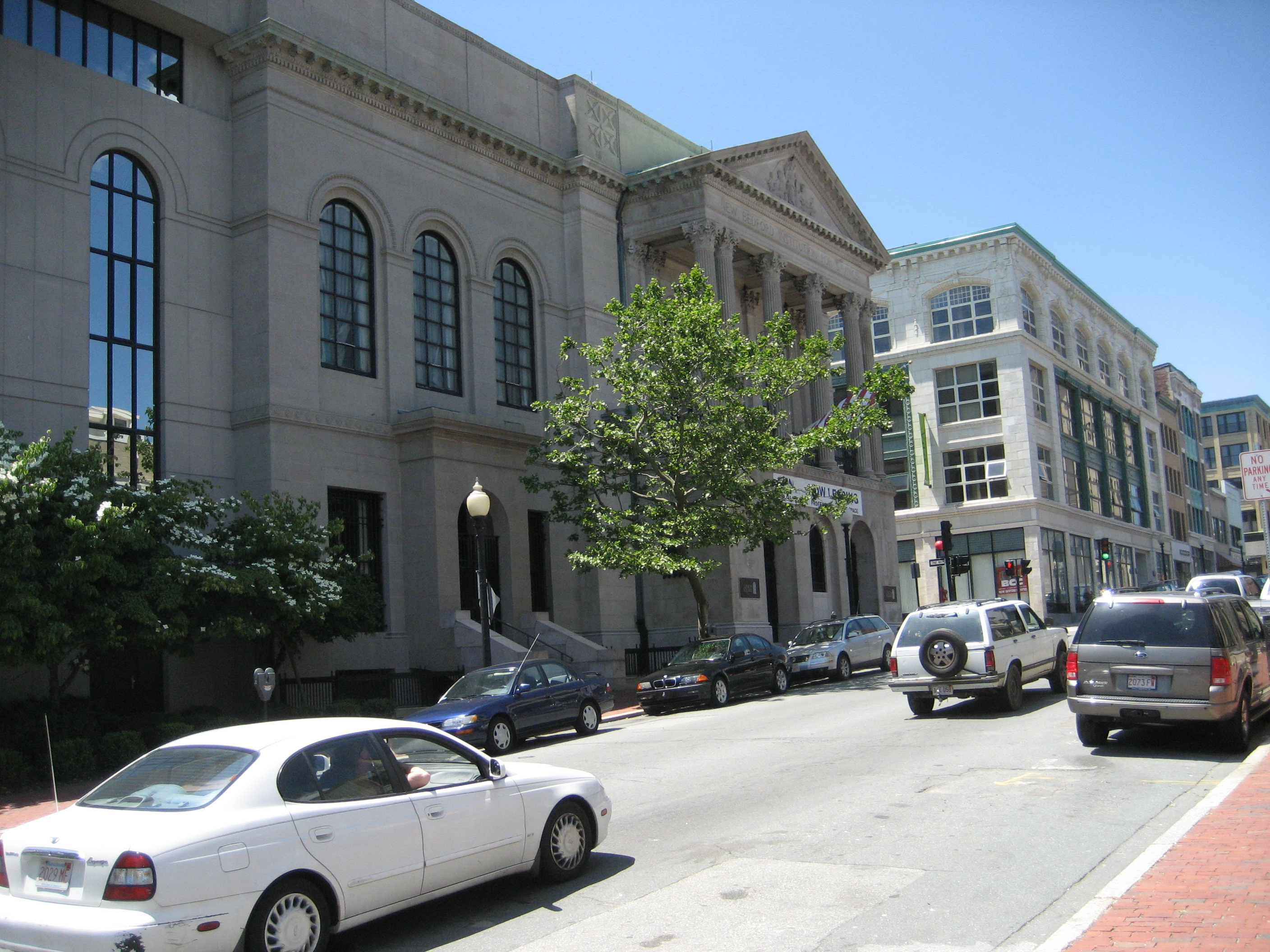
بانکهای پس انداز مشترک در New England رایج هستند. مؤسسه New Bedford در سال ١٨٣٥ برای پس انداز پایه‌گذاری شد، و در سال ١٩٨٧از (پس انداز) مشترک به حالت سهامی تبدیل شد..

اولین بانک‌های پس‌انداز، که برای تعالی طبقات فقیر و کارگر طراحی شده بود، تجسم تلاشهای بشردوستانه بود. بانک‌ها توسط افراد بشردوست وخیّر آغاز به کار کردند. این افراد سمتهای امانت دار، مدیر و رئیس بانک پس‌انداز را به عنوان فرصتی برای تعلیم محاسن صرفه جویی و به خود متکی بودن به طبقه کارگر، با اعطاء امنیت پس‌انداز پولشان، به عهده گرفتند. اولین بانک پس‌انداز مشترک آمریکایی ثبت شده،Provident Institution for Savings در بوستون بود. امتیاز ۱۸۱۶ آن اولین قانون‌گذاری دولت در جهان برای حفاظت از بانک‌های پس‌انداز بود.
از دهه ۱۹۷۰، وقتی صنعت، مقررات زدایی شد، هزاران بانک پس‌انداز مشترک با جمع‌آوری بیش از ۴۰ بیلیون دلار به شرکت‌های مالکیت سهام تبدیل شدند. دز سال ۲۰۱۰، تنها ۶۰۰ (تا از آنها) باقی ماندند. این تغییر و تبدیلات اغلب به پاداشهای مالی زیادی برای مدیران (سطح) بالای بانک منتهی می‌شد. بانک‌های پس‌انداز مشترک در حال حاضر Eastern Bank، Dollar Bank، Ridgewood Savings Bank، Middlesex Savings Bank و Liberty Bank را شامل می‌شود.

## بانکداری مشترک دراسترالیا
تعداد زیادی جوامع ساختمان در استرالیا در دهه ۱۹۸۰ شروع به تبدیل شدن به بانک کردند، اما آن‌ها می‌بایست هنگام انجام این کار خصوصی‌سازی می‌شدند. اینها Advance Bank (در گذشته NSW Building Society)، St. George، Suncorp، Metway Bank، Challenge Bank، Bank of Melbourne و Bendigo Bank را شامل می‌شدند. تغییر در قانون‌گذاری بدین معنی بود که جوامع ساختمان و اتحادیه‌های اعتباری دیگر نیاز به خصوصی‌سازی برای تبدیل به بانک شدن نداشتند، و تعداد زیادی (از آنها) از جمله Heritage Bank از سال ۲۰۱۱ تبدیل (به بانک) شده‌اند، در حالیکه وضعیت و ساختار خود را به عنوان سازمان‌های مشترک حفظ کرده‌اند.

## استفاده و طراحی
بانکهای پس‌انداز مشترک به منظور ایجاد انگیزه پس‌انداز کردن توسط افراد طراحی شده‌اند؛ عملکرد منحصربفرد این بانک‌ها محفوظ نگه داشتن سپرده‌ها، سرمایه‌گذاریهای محدود و امن انجام دادن و فراهم آوردن بهره برای سپرده گذاران است. برخلاف بانک‌های تجاری، بانک‌های پس‌انداز هیچ سهامداری ندارند؛ کل سودها بغیر از نگهداری بانک، متعلق به سپرده گذاران بانک پس‌انداز مشترک است.
بانکهای پس‌انداز مشترک به امنیت اولویت می‌دهند، و در نتیجه، از لحاظ تاریخی در سرمایه‌گذاریهایشان مشخصه محافظه کاری داشته‌اند. این محافظه کاری چیزی است که باعث شد، بانک‌های پس‌انداز مشترک در طول دوران آشفته کسادی و رکود شدید، علی‌رغم شکست و عدم موفقیت بانک‌های تجاری و انجمنهای پس- انداز و وام، با ثبات باقی بمانند.

## منایع
- مشارکت‌کنندگان ویکی‌پدیا. «Mutual savings bank». در دانشنامهٔ ویکی‌پدیای انگلیسی.